# Liste der Naturdenkmale in Deggingen
| Naturdenkmale | Anzahl |
| ------------- | ------ |
| FND           | 10     |
| END           | 3      |
| Gesamt        | 13     |

Die Liste der Naturdenkmale in Deggingen nennt die verordneten Naturdenkmale (ND) der im baden-württembergischen Landkreis Göppingen liegenden Gemeinde Deggingen. In Deggingen gibt es insgesamt dreizehn als Naturdenkmal geschützte Objekte, davon zehn flächenhafte Naturdenkmale (FND) und drei Einzelgebilde-Naturdenkmale (END).
Stand: 31. Oktober 2016.

## Flächenhafte Naturdenkmale (FND)
| Name                                       | Bild | Kennung     | Einzelheiten | Position | Fläche Hektar | Datum         |
| ------------------------------------------ | ---- | ----------- | ------------ | -------- | ------------- | ------------- |
| Haulochfelsen                              | BW   | 81170140010 | Deggingen    | ⊙        | 1,4           | 22. Okt. 1984 |
| Heide Ave-Maria-Berg                       | BW   | 81170140006 | Deggingen    | ⊙        | 2,8           | 22. Okt. 1984 |
| Heide Hochhalde bei Berneck                | BW   | 81170140008 | Deggingen    | ⊙        | 3,7           | 22. Okt. 1984 |
| Heide Sandburren                           | BW   | 81170140011 | Deggingen    | ⊙        | 4,9           | 22. Okt. 1984 |
| Heide Weigoldsberg                         | BW   | 81170140013 | Deggingen    | ⊙        | 4,8           | 22. Okt. 1984 |
| Pflanzenstandort Maierhau                  | BW   | 81170140003 | Deggingen    | ⊙        | 1,1           | 22. Okt. 1984 |
| Pflanzenstandort Zwerghalde                | BW   | 81170140004 | Deggingen    | ⊙        | 3,0           | 22. Okt. 1984 |
| Schnepfenteichfelsen (westl.Nordalb-Lager) | BW   | 81170140012 | Deggingen    | ⊙        | 1,2           | 22. Okt. 1984 |
| Steinbruch Hochberg                        |      | 81170140005 | Deggingen    | ⊙        | 2,1           | 22. Okt. 1984 |
| Steinerne Frau                             | BW   | 81170140002 | Deggingen    | ⊙        | 1,6           | 22. Okt. 1984 |
| Legende für Naturdenkmal                   |      |             |              |          |               |               |

## Einzelgebilde (END)
| Name                     | Bild | Kennung     | Einzelheiten | Position | Fläche Hektar | Datum         |
| ------------------------ | ---- | ----------- | ------------ | -------- | ------------- | ------------- |
| 1 Esche südl. Gairenhof  |      | 81170140009 | Deggingen    | ⊙        | 0,0           | 22. Okt. 1984 |
| 1 Linde am Ringlesbühl   | BW   | 81170140001 | Deggingen    | ⊙        | 0,0           | 22. Okt. 1984 |
| 4 Linden bei Ave-Maria   | BW   | 81170140007 | Deggingen    | ⊙        | 0,0           | 22. Okt. 1984 |
| Legende für Naturdenkmal |      |             |              |          |               |               |